# 産業技術総合研究所
国立研究開発法人産業技術総合研究所（さんぎょうぎじゅつそうごうけんきゅうしょ、英語: National Institute of Advanced Industrial Science and Technology、略称：AIST）は、独立行政法人（国立研究開発法人）として設置された経済産業省所管の公的研究機関。略称は産総研（さんそうけん）。

## 概略
2001年（平成13年）1月6日の中央省庁再編に伴い、通商産業省工業技術院が経済産業省産業技術総合研究所に改称し（一部業務は経済産業省産業技術環境局へ移管）、同年4月1日に経済産業省から分離して同研究所傘下の全国15研究機関等及び計量教習所と統合再編して独立行政法人として発足した研究所である。
2015年（平成27年）4月1日から国立研究開発法人に移行し、国立研究開発法人産業技術総合研究所法 により「鉱工業の科学技術に関する研究及び開発等の業務を総合的に行うことにより、産業技術の向上及びその成果の普及を図り、もって経済及び産業の発展並びに鉱物資源及びエネルギーの安定的かつ効率的な供給の確保に資すること」（第3条）を目的とする。主務大臣は経済産業大臣（同法第13条）。2016年10月1日に特定国立研究開発法人に指定された。
産総研の英文名称は、工業技術院（英: Agency of Industrial Science and Technology）の略称 AIST と同じ英名を引き継ぐように考案されたもので、ドメイン名 AIST.GO.JP についても旧工業技術院のドメイン名を引き継いでいる。長らく「技術を社会へ」を標語としてきたが、2022年度からは「ともに挑む。つぎを創る。」をビジョン（標語）としている。2023年4月に、企業連携や技術移転を担う事業法人として100%子会社の株式会社AIST Solutions（アイストソリューションズ、AISol、アイソル）を設立した。

### 前身の機関
2001年（平成13年）以前に通商産業省工業技術院の傘下にあった研究所は以下の通り。2001年（平成13年）1月6日から同年3月31日まで産業技術総合研究所は経済産業省に附属する総合研究所という暫定的な形態であったが、同年4月1日から独立行政法人に組織変更した。
- つくばセンター - 産総研最大の研究拠点で約7、8割の予算や研究者が集積する。
  - 産業技術融合領域研究所
  - 計量研究所
  - 機械技術研究所
  - 物質工学工業技術研究所
  - 生命工学工業技術研究所
  - 地質調査所
  - 電子技術総合研究所
  - 資源環境技術総合研究所
- 地域センター
  - 北海道工業技術研究所（北海道札幌市豊平区）
  - 東北工業技術研究所（宮城県仙台市宮城野区）
  - 名古屋工業技術研究所（愛知県名古屋市熱田区）
  - 大阪工業技術研究所（大阪府和泉市） ‐ 前身は明治20年開設の大阪府立商品陳列所分析試験場[9]
  - 四国工業技術研究所（香川県高松市）
  - 中国工業技術研究所（広島県東広島市）
  - 九州工業技術研究所（佐賀県鳥栖市）

## 任務と研究拠点
「科学技術を、自然や社会と調和した健全な方向に発展させること」「情報発信や人材育成等を通して科学技術の普及と振興に努め」ることを使命 として、産業技術分野における様々な研究開発を総合的に行う経済産業省所管の研究組織である。
理化学研究所（略称は理研。文部科学省所管）とよく比較されるが、理研は基礎研究指向でライフサイエンス分野が強く、産総研は産業技術開発・工業化研究指向で材料開発研究分野が強い特徴を持つ。理化学研究所、物質・材料研究機構とともに特定国立研究開発法人の認定を受けている。

### 本部
- つくば本部（茨城県つくば市）- 筑波研究学園都市に位置する最大の研究拠点。約7割の研究者が集結している。中央センター、東事業所、西事業所、北サイトからなる。
- 東京本部（東京都千代田区霞が関の経済産業省別館10F）- 所管官庁である経済産業省との調整を担っている。国立研究開発法人産業技術総合研究所法では第五条で「主たる事務所を東京都に置く」とされているため、身分証等の発行地は東京本部である。

### 地域センター
- 北海道札幌市 -「生物プロセス研究部門」「エネルギープロセス研究部門」が入る。
- 宮城県仙台市 - 1928年（昭和3年）に商工省工芸指導所として発足。1943年（昭和18年）に商工省工芸試験場へと改組され、戦後の1949年（昭和24年）に通商産業省工業技術院東北工業試験場へと再度改組された。化学プロセス研究部門が入る。
- 福島県郡山市 - 東日本大震災復興特別会計で設置。再生可能エネルギー研究センターが入る。
- 東京都江東区
- 千葉県柏市 - 東京大学柏IIキャンパス内に設置。2018年（平成30年）にAI橋渡しクラウドを設置し、運用中。
- 福井県坂井市 - 北陸デジタルものづくりセンターとして2023年5月に開所。
- 愛知県名古屋市守山区 - 1952年（昭和27年）に陶磁器試験所、機械試験所名古屋支所、東京工業試験所窯業部門及び陶磁器試験所を統合して名古屋工業技術試験所として発足。
- 大阪府池田市 - 1918年（大正7年）に農商務省大阪工業試験所として発足。
- 広島県東広島市 - 1971年（昭和46年）に通商産業省工業技術院中国工業技術試験所として呉市で発足。
- 香川県高松市 - 1905年（明治38年）に小豆島醤油製造同業組合立醸造試験場として地元醤油業者により創設、のちに香川県工業試験場。
- 佐賀県鳥栖市 - 1964年（昭和39年）に通商産業省工業技術院九州工業技術試験所として発足。

### サイト
業務室を持たない小規模拠点である。全国に点在する 。
- 札幌大通りサイト
- 石川サイト
- 名古屋駅前イノベーションハブ（愛知県産業労働センター15階）-（名古屋市中村区）

- 未来志向と緑が融合するつくばセンターのデザイン: 建築学会賞を受賞した筑波研究学園都市と同時期に設計されデザイン性が高い
- 産総研 臨海副都心センター（東京都江東区青海）
- 福島再生可能エネルギー研究所（福島県郡山市）
- 福島再生可能エネルギー研究所・実証フィールド
- 経済産業省庁舎（別館）

## 予算と人員
1100億円程度の予算（2021年度決算によれば運営費交付金が約57％、自己収入が約32％、補正予算による施設整備費補助金が約6％）を持つ日本最大規模の国立研究開発法人であり、研究者評価制度、人事制度改革など日々様々な試行が行われている。その影響は他の国立研究開発法人や大学での研究制度にも及んできた。
常勤職員3175名（研究職員2440名、事務職員735名）、契約職員3194名、役員10名 のほか、企業・大学・外部研究機関等から約3300人（令和2年度受入延べ数）の外来研究者を受け入れている。

## 研究組織
「エネルギー・環境」「生命科学」「エレクトロニクス・製造」「情報・人間工学」「材料」「地質」「標準・計測」の7領域を主軸に、日本の産業技術の多くを網羅している。常勤の研究職員は各領域の下に設置される研究部門（比較的息の長い分野研究を行う研究組織）または研究センター（時限プロジェクトを遂行する研究組織）に籍をおき、必要に応じて領域融合プロジェクト、OIL、冠ラボ等に兼務がかかる。

### エネルギー・環境領域
- 電池技術研究部門
- 省エネルギー研究部門
- 安全科学研究部門
- エネルギープロセス研究部門
- 環境創生研究部門
- 先進パワーエレクトロニクス研究センター
- 再生可能エネルギー研究センター
- ゼロエミッション国際共同研究センター[12]

### 生命工学領域
- バイオメディカル研究部門
- 生物プロセス研究部門
- 健康医工学研究部門
- 細胞分子工学研究部門

### 情報・人間工学領域
- 人間情報インタラクション研究部門
- サイバーフィジカルセキュリティ研究センター
- 人間拡張研究センター
- ヒューマンモビリティ研究センター
- 人工知能研究センター
- インダストリアルCPS研究センター
- デジタルアーキテクチャ推進センター

### 材料・化学領域
- 機能化学研究部門
- 化学プロセス研究部門
- ナノ材料研究部門
- 極限機能材料研究部門
- マルチマテリアル研究部門
- 触媒化学融合研究センター
- 機能材料コンピュテーショナルデザイン研究センター
- 磁性粉末冶金研究センター
- ナノカーボンデバイス研究センター

### エレクトロニクス・製造領域
- 製造技術研究部門
- デバイス技術研究部門
- 電子光基礎技術研究部門
- センシングシステム研究センター
- 新原理コンピューティング研究センター
- プラットフォームフォトニクス研究センター

### 地質調査総合センター
- 地質情報研究部門
- 活断層・火山研究部門
- 地圏資源環境研究部門
- 地質情報基盤センター

### 計量標準総合センター
- 工学計測標準研究部門
- 物理計測標準研究部門
- 物質計測標準研究部門
- 分析計測標準研究部門
- 計量標準普及センター

### 領域融合プロジェクト
- ゼロエミッション国際共同研究センター
- インダストリアルCPS研究センター
- 資源循環利用技術研究ラボ
- 環境調和型産業技術研究ラボ
- 次世代ヘルスケアサービス研究ラボ
- 次世代治療・診断技術研究ラボ
- サステナブルインフラ研究ラボ
- 新型コロナウイルス感染リスク計測評価研究ラボ

### オープンイノベーションラボラトリ (OIL)
産総研が資金提供し、大学の研究者と共同で研究を行うために大学内に設置する研究組織。
- 窒化物半導体先進デバイスオープンイノベーションラボラトリ
- 先端オペランド計測技術オープンイノベーションラボラトリ
- 数理先端材料モデリングオープンイノベーションラボラトリ
- 生体システムビッグデータ解析オープンイノベーションラボラトリ
- 先端フォトニクス・バイオセンシングオープンイノベーションラボラトリ
- AIチップデザインオープンイノベーションラボラトリ
- 食薬資源工学オープンイノベーションラボラトリ（筑波大学内）[13]

### 企業の名称を冠した連携研究室（冠ラボ）
産総研と企業が資金提供し、企業研究者と共同で研究を行うために設置する研究組織である。2022年12月現在で以下がある。
- NEC-産総研 人工知能連携研究室
- 住友電工-産総研 サイバーセキュリティ連携研究室
- 豊田自動織機-産総研 アドバンスト・ロジスティクス連携研究ラボ
- TEL-産総研 先端材料・プロセス開発連携研究室
- UACJ-産総研 アルミニウム先端技術連携研究ラボ
- 清水建設-産総研 ゼロエミッション・水素タウン連携研究室
- NEC-産総研 量子活用テクノロジー連携研究ラボ
- バルカー - 産総研 先端機能材料開発連携研究ラボ
- DIC-産総研 サステナビリティマテリアル連携研究ラボ
- 日立造船-産総研 循環型クリーンエネルギー創出連携研究室
- コマツ-産総研 Human Augmentation 連携研究室
- 住友理工-産総研 先進高分子デバイス連携研究室
- 堀場製作所-産総研 粒子計測連携研究ラボ
- JX金属-産総研 未来社会創造 素材・技術連携研究ラボ
- 未来コア・デジタル技術連携研究室
- SOMPO-産総研 RDP連携研究ラボ
- 日本特殊陶業-産総研 カーボンニュートラル先進無機材料連携研究ラボ
- 三菱電機-産総研 Human-Centric システムデザイン連携研究室
- 日立-産総研 サーキュラーエコノミー連携研究ラボ

### TIA
つくば地区の研究機関（産総研、物質・材料研究機構、筑波大学、高エネルギー加速器研究機構）と東京大学及び東北大学が協力して運営するオープンイノベーション拠点である。TIAの実施設備としてつくば西事業所にスーパークリーンルームを設置し、運用している。平成29年度補正予算事業としてつくば西事業所内に新たな高効率のクリーンルームが建設された。TIAの実施設備はつくば中央地区にも点在する。かつては「つくばイノベーションアリーナ」の略であったが、東京大学の参加により「TIA」が正式名称となっている。

## 技術移転・業務
研究成果は特許や著作権等の知的財産権として社会や企業に技術移転される。技術移転は技術移転機関(TLO)機能を持つ株式会社AIST Solutionsが担当する。さらに、産総研の研究成果をもとにする商品化の支援のために共同研究、技術指導、技術相談、技術者が産総研に一時滞在する技術研修、ベンチャー設立支援、技術開発資金援助等の各種制度を有する。
従来ヒューマノイド・ロボット、次世代半導体 (

### 技術コンサルティング・技術相談
主に企業から有償の技術コンサルティング、無償の技術相談を受け付けている。令和元年度は690件の技術コンサルティングと2856件の技術相談を受けた。

### ベンチャー企業
平成14年以降、産総研ではベンチャーの創業を支援しており、2021年6月までの累計で151社が設立されている。内訳は、マザーズへ上場を果たした社が1社、M&Aにて発展的解消を遂げた社が21社、上場を含めて活動中の社が100社ある。

### 技術研究組合
18の組合が参画している。

### 地質調査
国として行うべき地質情報の整備のための「地質の調査」を行い、地質図・活断層図として公布されているほか、地震予知に役立てられており生活への関連が深い。

### 計量標準の供給
標準に関する研究は、シリコン球による新しい質量一次標準への貢献や、産業界における各種の計量標準としてJCSS制度等を通じて供給されている。計量研修センターにおいて計量行政機関等の職員教育や計量士講習を行っている。

### 標準化活動
ISOの委員会などに多数の研究者を参画させて積極的な提案を行っている。令和元年度は延べ493名の技術専門家・役職者を参画させ、34件の標準化素案を提案した。

### データベース
化学物質の爆発安全情報、高齢者・障害者の感覚特性、人体寸法・形状など、いくつかのデータベースを整備し公開している。

### フリーソフトウェア
産総研は旧電子技術総合研究所の流れを汲むことから、オープンソース・ソフトウェア開発の拠点として知られており、Mule、DeleGate、HORB、KNOPPIXといったソフトウェアが公開されてきた。ただし現在では産総研において、これらの開発・保守をほとんど行っていない。

## 広報

### 発行物
各種パンフレットや地質図の他、以下の発行物がある。
- 『産総研 LINK』主に企業向けに技術紹介などを掲載しているオンライン誌。年6回発行。
- 『Synthesiology（シンセシオロジー）－ 構成学』最先端技術より、それを社会に役立たせることを目的とした研究論文を掲載する学術誌。英語版も存在したが現在休刊。Jstage[16]にて読める。
- 『産総研ブックス』テーマを絞り、一般向けにわかりやすく紹介する書籍シリーズ。白日社より発行。
- 『GSJ地質ニュース』一般向け地学専門誌。オンライン[17]で読める。
- 『産総研レポート』毎年一回発行される紀要。産総研のWebページ[18]より読むことができる。

### 常設展示施設
つくばセンターに「サイエンス・スクエアつくば」「地質標本館」があり、常設展示を行っている。地質標本館では特別展示も行っている。臨海副都心センター内の一角には「ライフ・テクノロジー・スタジオ」がある。合計で毎年9万人以上が訪れている。

### テクノブリッジ
毎年10月を中心に企業の経営者層を招いて技術展示会を行っている。2020年以降、新型コロナウイルス感染症対策の観点から実施されなかった。

### 一般公開
毎年7、8月を中心に全国各地の研究拠点で一般公開を行っており、多数の見学者でにぎわっていた。例年1万人を超える来場者があったが、2020年と2021年は新型コロナウイルス感染症対策の観点から実施されなかった。

### 出前講座・実験教室
対話型広報活動として小中学生や一般向けに、職員が出向いて講演や実験教室を行う制度を運用している。対象は学校や非営利団体とされ、謝金が不要な代わりに依頼者が交通費等を負担することとなっている。産総研への見学に合わせて産総研の敷地にて開催することも可能で、その場合は完全に無料となる。

### マスコットキャラクター
マスコットキャラクターとして「産総研ありす」と「産総研てれす」のペアが登録商標（第4970012号）となっている。

## 人材

### 採用
産総研の人材採用は、常勤職員と契約職員の2種類がある。常勤職員は試験採用と公募選考採用がある。かつては国家公務員試験I種から研究官を採用していたが、2005年度（平成17年度）から常勤職員は、事務系・研究系共に独自の能力評価採用試験を実際している。事務系部門は国家公務員I種試験合格者は一次試験が免除される。2012年度（平成24年度）から試験採用による研究系は計測標準部門に限る。
常勤研究職員（任期付きも含む）は公募し、大学等と同じように研究業績によって採用される。契約職員は職務内容・経歴によって第一号契約職員から第七号契約職員までに区分され、プロジェクト等の必要に応じて随時公募等にて採用される。

### 人事交流
- クロスアポイントメント：大学教員などを対象とする来所制度。
- リサーチアシスタント：大学研究員のほか、企業研究員も対象した来所制度。
- 産総研イノベーションスクール：主に大学院生やポスドクを対象としてイノベーションについて学修するコース。令和元年度修了実績は28名。
- 産総研デザインスクール：「共創型リーダー」を育むための教育プログラム[21]。令和元年度修了実績は16名（内企業修了生は10名）。
- 連携大学院：産総研の職員が大学から学生を受け入れる制度。令和2年7月1日現在、74大学と提携している。
- 産総研ふるさとサポーター：ゆかりのある都道府県への貢献意欲を持つ職員を紹介する取り組み。

## 職制
以下は、国立研究開発法人産業技術総合研究所の内規に基づく。

### 役員
経済産業省からの転籍出向者、産総研の研究者、外部人材等で構成される。2021年度から管理体制で理事と執行役員を分けた。

### 職員

#### 研究系
- 研究部門長
- 研究センター長
- 研究ラボ長
- 首席研究員
- 総括研究主幹
- 研究グループ長、研究チーム長
- 主任研究員
- 研究員

#### 事務系
- 部長
- 次長、審議役
- 室長、総括主幹
- グループ長、チーム長
- 主幹
- 主査
- 職員

### 契約職員
- 第一号職員（産業技術総合研究所特別研究員）＝博士研究員
- 第二号職員（テクニカルスタッフ）＝プロパーや技術者、技能者
- 第三号職員（アシスタント）＝事務補助、秘書
- 第四号職員（技術専門職）＝弁理士、産業医等の資格職
- 第五号職員（招へい研究員）
- 第六号職員（シニアスタッフ）＝65歳までの定年退職者
- 第七号職員（リサーチアシスタント）＝大学院生のインターン

## 沿革
この研究所に関連した機関の沿革は次の通り。
- 1882年（明治15年）- 農商務省地質調査所を設立。
- 1890年（明治23年）- 農商務省工業試験所を設立。
- 1891年（明治24年）- 逓信省電務局電気試験所を設立。
- 1903年（明治36年）- 中央度量衡器検定所を設立。
- 1918年（大正7年）- 農商務省大阪工業試験所を設立。
- 1925年（大正14年）- 農商務省が農林省及び商工省に分割され、上記の所管試験所群は商工省傘下となる。
- 1937年（昭和12年）- 商工省工務局機械試験所を設立。
- 1948年（昭和23年）- 商工省工業技術庁を設立、4年後に工業技術院へ改称。
- 1949年（昭和24年）- 商工省が通商産業省と改称し、所管試験所群は同省工業技術院傘下となる。
- 1952年（昭和27年）- 名古屋工業技術試験所を設立。
- 1960年（昭和35年）- 北海道工業開発試験所（北海道札幌市）を設立。
- 1964年（昭和39年）- 九州工業技術試験所（佐賀県鳥栖市）を設立。
- 1967年（昭和42年）- 四国工業技術試験所（香川県高松市）及び東北工業技術試験所（宮城県仙台市）を設立。
- 1970年（昭和45年）- 電気試験所を電子技術総合研究所（略称：電総研、英文略称：ETL(ElectroTechnical Laboratory)）と改称し、在京試験所・研究所の筑波研究学園都市への移転準備開始。
- 1971年（昭和46年）- 中国工業技術試験所（広島県呉市）を設立。
- 1980年（昭和55年）- 7つの在京試験所・研究所の筑波研究学園都市への移転が完了。
- 1993年（平成5年）- 筑波研究学園都市に産業技術融合領域研究所を設立し、全国では工業技術院15研究所群となる。
- 2001年（平成13年）
  - 01月 - 上記組織を経済産業省産業技術総合研究所（略称：産総研、英文略称：AIST）へ組織替え。
  - 04月 - 「独立行政法人産業技術総合研究所」設立。臨海副都心センター（東京都江東区）を設置。
- 2014年（平成26年）- 福島再生可能エネルギー研究所（略称：FREA）（福島県郡山市）を設置。
- 2015年（平成27年）- 一般の独立行政法人から「国立研究開発法人」に位置付け替えが行われる。
- 2016年（平成28年）- 国立研究開発法人のうちの「特定国立研究開発法人」に指定される[5]。
- 2018年（平成30年）- 柏センター（千葉県柏市）を設置。
- 2023年（令和5年）- 北陸デジタルものづくりセンター（福井県坂井市）を設置。

## 人物

### 役員(過去を含む)
- 石村和彦 - 現理事長、元AGC会長
- 中鉢良治 - 前理事長、元ソニー副会長
- 野間口有 - 第2代理事長、元三菱電機会長
- 吉川弘之 - 初代理事長、元東京大学総長
- 関口智嗣 - 並列処理、グリッド・コンピューティング研究者、現AIST solutions専務取締役

### 現所属研究員
- 尹祐根 - ロボット研究者、産総研発ベンチャーライフロボティクスの創業者
- 宍倉正展 - 地質学者
- 権恒道 - 上級主任研究員。中国人民解放軍と関係があるとされる国防7校の北京理工大学の教授としても兼任[24]

### OB・OG（研究系）
- 中西準子 - 環境リスク学の提唱
- 近藤淳 - 物理学者、近藤効果で有名
- 飯島澄男 - カーボンナノチューブ研究、ナノチューブ応用研究センターセンター長
- 中島秀之 - 人工知能研究者、初代公立はこだて未来大学学長
- 柴田崇徳 - ロボット研究者、アザラシ型ロボット「パロ」の開発
- 高木浩光 - セキュリティ研究者
- 新部裕 - Linux開発者
- 平野聡 - ソフトウェア作家、HORB、htermの開発、Ring Serverの創設
- 半田剣一 - 多言語情報処理技術の研究開発
- 片浦弘道 - ナノテクノロジー研究者、片浦プロットで知られる
- 今村裕志 - スピントロニクスナノデバイス研究
- 畠賢治 - カーボンナノチューブ研究
- 進藤昭男 - PAN系炭素繊維の発明者
- 高崎義幸 - グルコースイソメラーゼ製造法の発明者、ブドウ糖から異性化糖を工業的に生産することに成功
- 松本元 - 脳科学者、イカの人工飼育に成功
- 十倉好紀 - ナノテクノロジー研究
- 小川琢治 - 地質学者、湯川秀樹の実父
- 飯塚幸三 - マルチステップ法を開発し、国際度量衡委員会副委員長、国際計測連合（英語版）会長などを歴任
- 前田龍太郎 - 西安交通大学特聘教授、元日本学術会議会員、千人計画に参加
- 菊池誠 - 半導体技術
- 海野十三 - 戦前のSF作家、科学解説家、電気試験所研究員
- 軽部征夫 - バイオテクノロジー研究者、バイオ技術産業化センターセンター長、現東京工科大学学長
- 井上博允 - ロボット研究者、東京大学名誉教授、電子技術総合研究所に所属
- 渕一博 - 第5世代プロジェクトのTSS担当
- 坂井修一 - 歌人、高並列データ駆動計算機の開発
- 松原仁 (情報工学者) - 人工知能研究者
- 衣笠善博 - 元地質調査所所長
- 益永茂樹 - 有害化学物質に汚染された水環境の評価
- 岡村行信 - 日本周辺海域の海底地質図の作成
- 梶田秀司 - 二足歩行ロボット、ヒューマノイドロボットの研究
- 舘暲 - テレイグジスタンスの提唱者で、日本バーチャルリアリティ学会の初代会長
- 五條堀孝 - 生物情報解析研究センター・統合データベース研究グループリーダー
- 後藤以紀 - リレーによる電気機械式計算機を開発、工業技術院長
- 高嶋哲夫 - 小説家、核融合の研究
- 根本直人 - ベンチャー開発戦略研究センター ベンチャープランナー
- 山崎晴雄 - 地震地質学、第四紀学、地形学
- 山内康司 - 内視鏡手術支援システムのインタフェース技術。協力研究員
- 小坂田耕太郎 - 東京工業大学名誉教授、日本化学会副会長、錯体有機金属化学の研究者
- 井口峰幸 - 陶芸家・名古屋工業技術研究所 特別研究生として釉薬の研究に従事。2021年 千葉県知事より千葉県指定伝統的工芸品 大多喜焼に指定

### OB・OG（事務系）
- 榊原清則 - 元産総研顧問
- 熊野英昭 - 工業技術院総務部人事課長、のち通産事務次官
- 横田捷宏 - 工業技術院総務部長
- 岸博幸 - 工業技術院総務部産業科学技術開発室
- 後藤敬一 - 工業技術院次世代産業技術企画官補佐兼技術班長
- 佐藤樹一郎 - 工業技術院総務課
- 伊原義徳 - 原子力行政に関与

## 有名な成果
- ヒューマノイドロボット HRP-4C
- アザラシ型ロボット パロ

## 不祥事・インシデント
- 同研究所が購入した備品類のうち、本来なら現存するべき「使用中」や「保管中」と台帳に記載のある備品約1万5,000点が所在不明であることが、2014年（平成26年）に会計検査院の指摘により判明。不明の備品類には、パソコンや電子顕微鏡などが含まれる。また遊具型研究装置「ノボレオン」が、一度も使用されないまま廃棄されていた。会計検査院は同研究所に対し、備品の管理方法の改善などを求めた[25]。
- 2018年2月に外部からの不正アクセスを端とし、2ヶ月に及ぶ外線遮断などの大規模なシステム停止に見舞われた[26]。
- 2021年1月28日、職員が被験者アルバイトの20代女性に対するわいせつ行為の容疑で逮捕された。
- 2021年11月17日、わいせつ電磁的記録等送信頒布の容疑で主任研究員が逮捕された[27]。
- 2023年6月15日、自身が研究しているフッ素化合物に関連する技術を中国企業に漏洩したとして、中国籍の主任研究員が不正競争防止法違反（営業秘密の開示）容疑で警視庁公安部に逮捕された[28][29]。研究員は7月5日に起訴され、研究所は同日、懲戒解雇した[30]。研究データの提供を受けた中国企業は約1週間後に中国で特許を申請し、2020年6月に取得していた。内容が類似しており、公安部は研究データを転用したとみている[31]。また、この企業は元主任研究員の妻が主な株主だった[32]。2025年2月25日、東京地裁は元主任研究員に対し懲役2年6月、執行猶予4年、罰金200万円の有罪判決を言い渡した[32][33]。